# Tomáš Pěkný
Tomáš Pěkný (8. května 1943 – 17. listopadu 2013) byl český prozaik, dramatik, kulturní historik a redaktor.

## Život
Absolvoval studia na Filozofické fakultě Univerzity Karlovy (obor čeština–dějepis). Studia dokončil v roce 1965 obhajobou diplomové práce O humoru Voskovce a Wericha. Po základní vojenské službě pracoval v nakladatelství Mladá fronta. Od roku 1971 z politických důvodů nesměl vykonávat své povolání a pracoval jako zahradnický pomocník, sanitář, čistič výloh, noční hlídač. Patřil k jedněm z prvních signatářů Charty 77.
Publikovat začal v první polovině 60. let. Přispíval především do různých časopisů. V roce 1990 se stal jedním ze zakladatelů týdeníku Respekt, kde působil jako redaktor a editor. Působil také v měsíčníku Roš chodeš (od roku 2005 jako šéfredaktor). Od roku 1991 byl redaktorem v nakladatelství Sefer. Je autorem populárněvědné příručky Historie Židů v Čechách a na Moravě, která bývá považována za nejlepší zpracování tématu.

## Publikace
- Havrane z kamene. Praha : Albatros, 1990. 76 s.
- Historie Židů v Čechách a na Moravě. Praha : Sefer, 1993. 430 s. ISBN 80-900895-4-2. 2., přeprac. a rozš. vyd. Praha : Sefer, 2001. 702 s. ISBN 80-85924-33-1.
- Coletka a pes. Praha : Dauphin, 2000. 88 s. ISBN 80-7272-034-1.